# La grande città (film 1937)
La grande città (Big City) è un film del 1937 diretto da Frank Borzage e, non accreditato, George B. Seitz. Seitz diresse le scene con Jack Dempsey che furono fotografate da Clyde De Vinna.

## Trama
Per scongiurare una guerra tra tassisti, i funzionari cittadini accusano Anna, la moglie di Joe Benton, e decidono di espellerla dalla città imbarcandola su una nave. A un banchetto pubblico, il sindaco viene raggiunto da Joe che lo supplica di andare a riprendere la moglie che sta per partorire.
Trama completa su AFI

## Produzione
Il film fu prodotto da Frank Borzage (A Frank Borzage Production), presentato dalla Metro-Goldwyn-Mayer (MGM) (controllata dalla Loew's Incorporated).

## Distribuzione
Distribuito dalla Metro-Goldwyn-Mayer (MGM) (controllata dalla Loew's Incorporated), uscì nelle sale cinematografiche USA nel 1937.